# إعادة تكون الميالين
تشير عملية إعادة تكون الميالين إلى العملية التي تتكاثر فيها الخلايا الأرومية للخلايا الدبقية قليلة التغصن، لتعطي خلايا دبقية قليلة التغصن تصنع أغلفة ميالين جديدة تغطي المحاور الفاقدة للميالين في الجهاز العصبي المركزي. تجري هذه العملية بشكل طبيعي في الجسم، وتكون فعالة للغاية في الجهاز العصبي المركزي السليم صحيًا. تنتج العملية غلاف مياليني أرق من المعتاد، لكنها تساعد على حماية المحور العصبي من الضرر اللاحق والتنكس الشامل، وأثبتت دورها في زيادة الناقلية مرة أخرى. ما تزال الآليات المسببة لإعادة تكون الميالين قيد الدراسة على أمل إيجاد علاج للأمراض المزيلة للميالين، كالتصلب المتعدد مثلًا.

## الوظيفة
تنشط العملية وتنظم بواسطة مجموعة متنوعة من العوامل المحيطة بمواقع الآفة، وهذه العوامل تتحكم في انتقال الخلايا الأرومية للخلايا الدبقية قليلة التغصن وتمايزها. تختلف إعادة تكون الميالين عن عملية تكون الميالين النمائي في بنية الميالين المتكون. ما تزال أسباب ذلك غير واضحة، ولكن وظيفة المحور تعود بصرف النظر عن ذلك. قد تكون عوامل تثبيط هذه العملية الفسيولوجية وتعزيزها أكثر العوامل أهمية. إحدى الطرق التي يمكن بها تتبع هذه العملية، هي باتباع تسلسلات تنشيط البروتين المختلفة، فقد أظهر ذلك مدى سرعة بدء إعادة تكون الميالين بعد الإصابة (في غضون أيام قليلة).

أغلفة الميالين في الجهاز العصبي المركزي.

### خصائص المحاور المعاد تغليفها بالميالين
يعتبر غمد الميالين الرقيق الناتج عن الخلايا قليلة التغصن أبرز دليل على حدوث العملية، مع ذلك، ما يزال سبب هذه الصفة غير واضح. يمكن قياس ذلك باستخدام النسبة جي، النسبة بين قطر المحور العصبي نفسه إلى القطر الخارجي الذي يتضمن ألياف الميالين. تميل النسبة في المحاور المعاد تغليفها إلى قيم أقرب إلى 1، ما يشير إلى أن غمد الميالين أرق من تلك المغلفة بالميالين بشكل طبيعي. تكون الاختلافات في النسبة جي أقل وضوحًا في المحاور الأصغر.
لا يحمي الميالين الرقيق المعاد تشكيله المحور العصبي من التفكك فحسب، ولكنه يستعيد أيضًا سرعة نقل الإشارة. مع ذلك، لا تكون سرعة التوصيل قوية بقدر المحاور المغلفة بشكل طبيعي بالميالين. كذلك، تميل عقد رانفييه إلى أن تكون أوسع، ما ينتج عنه تغطية أقل للمحور بالميالين، مقارنةً بالوضع الطبيعي.

### دور الخلايا الأرومية للخلايا الدبقية قليلة التغصن
الخلايا الأرومية للخلايا الدبقية قليلة التغصن، هي الخلايا الرئيسية المسؤولة عن إعادة الميالين للمحاور منزوعة الميالين. يجب حدوث نوعين من التغييرات الفسيولوجية في الخلايا الأرومية للخلايا الدبقية قليلة التغصن، لتعيد تكون الميالين. بمجرد إرسال إشارة تفيد بأن إعادة الميالين ضرورية، سوف تهاجر الخلايا الأرومية للخلايا الدبقية قليلة التغصن أولًا إلى المحور العصبي التالف. يمكن إطلاق هذه العملية أو تعزيزها بواسطة الخلايا الدبقية الصغيرة أو الخلايا النجمية في موقع المحور المصاب عبر تحفيز مسارات الخلايا الأرومية المهاجرة للخلايا الدبقية قليلة التغصن. يلي ذلك، بدء تمايز الخلايا الأرومية إلى طلائع الخلايا قليلة التغصن، ثم لطلائع الخلايا الدبقية قليلة التغصن المكونة للميالين، وأخيرًا تنضج لتصبح خلايا دبقية قليلة التغصن. يمكن لهذه الخلايا قليلة التغصن بعد ذلك أن تغلف المحاور التالفة بأغلفة ميالين جديدة. تتكون عملية التمايز من عدة مراحل، وتعتمد على العديد من المسارات والعوامل المشتركة والمباشرة اللازمة لإكمال العملية. من السهل إيقاف عملية إعادة تكون الميالين بشكل تام، عبر عرقلة بعض المسارات.

### عوامل التكاثر
تتمثل إحدى الصعوبات في دراسة عملية إعادة تكون الميالين في مجموعة متنوعة من العوامل التي تلعب دورًا في تمايز أسلاف الخلايا قليلة التغصن. تعزز بعض العوامل العملية بينما تثبطها عوامل أخرى، وما تزال بعض العوامل المعروفة بمشاركتها غير مفهومة بما يكفي لمعرفة ما إذا كانت معززة أو مثبطة أو كليهما. ما تزال العديد من العوامل غير مفهومة جيدًا وخاضعة لتغييرات كبيرة.

#### السيتوكينات والكيموكينات
تتوسط السيتوكينات الاستجابات الالتهابية التي تعزز تصفية العوامل الممرضة والحطام الخلوي، كي تقي الأنسجة من حدوث المزيد من التلف. قد يعني إنتاج الكثير من السيتوكينات الموت الخلوي، ولكن يؤدي عدم توليد سيتوكينات على الإطلاق، في عملية إعادة تكون الميالين، إلى نقص في إزالة الحطام الخلوي من موقع المحور التالف؛ وقد ثبت أن تراكم حطام الميالين والخلايا الدبقية قليلة التغصن يمنع تمايز الخلايا الأرومية للخلايا الدبقية قليلة التغصن. على وجه التحديد، تعمل السيتوكينات على تعزيز مستقبل عامل نخر الورم 2، وبالتالي عامل نخر الورم ألفا، وهذا الأخير يلعب دورًا رئيسيًا في تمايز الخلايا الأرومية للخلايا الدبقية قليلة التغصن.
أثبتت الكيموكينات أيضًا دورها في توجيه الخلايا المناعية إلى مواقع الآفات المحورية، لتسهيل إزالة الالتهاب والحطام، وكذلك في توجيه هجرة الخلايا الأرومية للخلايا الدبقية قليلة التغصن إلى مواقع الآفات. وبهذه الطريقة، تشارك الكيموكينات بشكل مباشر في هجرة الخلايا الأرومية للخلايا الدبقية قليلة التغصن وتمايزها. تعتبر الكيموكينات المشاركة في هاتين العمليتين معروفة؛ إذ يرتبط CXCL12 بالهجرة، ويزداد التمايز مع زيادة CXCR7 وانخفاض CXCR4. في بعض الأمراض المزيلة للميالين، ينخفض CXCL12، وربما يلعب دورًا في فشل إزالة الميالين. ما يزال هذا المجال يتطلب المزيد من البحث، إذ تلعب بعض الكيموكينات، مثل CXCR2، دورًا في الالتهاب والترميم، ولكن الطريقة مبهمة وموضع جدل.

#### مسارات الإشارات
اقترح البعض مشاركة لينغو 1، وهو مستقبل خلوي، في تنظيم عملية إعادة تكون الميالين. يعتقد أنه لا يثبط تجديد المحور العصبي فحسب، بل ينظم أيضًا نضوج الخلايا قليلة التغصن، عن طريق تثبيط تمايز الخلايا الأرومية للخلايا الدبقية قليلة التغصن. تشير الدراسات التي أجريت على الحيوانات إلى أن تثبيط لينغو 1، قد يعزز تمايز الخلايا الأرومية للخلايا الدبقية قليلة التغصن، وبالتالي إعادة تكون الميالين، في المواقع منزوعة الميالين. من المعروف أيضًا أن التعبير الجيني لينغو 1 ينشط البروتين روه-أ، الذي قد يلعب أيضًا دورًا في التثبيط. قد يكون تراكم حطام الميالين مسؤولًا عن تعزيز إشارات لينغو 1 وعن التثبيط الإجمالي للعملية. 
يعتبر مسار مستقبل نوتش-1 إحدى المسارات المثبطة الأخرى لتمايز الخلايا الأرومية للخلايا الدبقية قليلة التغصن. عندما تتنبه الربيطتان، جاك 1 ودلتا، القادمتان من المحاور العصبية والخلايا النجمية، وترتبطان بالغشاء، فإن نضج الخلايا قليلة التغصن يتثبط. قد يسهل هذا المسار أيضًا الهجرة، على الرغم من تثبيطه للتمايز. في بعض التجارب، أدى تغيير المسار، بطريقة يزداد فيها التمايز، إلى انخفاض تكاثر الخلايا الأرومية للخلايا الدبقية قليلة التغصن. قد تملك ربيطات أخرى تأثيرات معزِّزة أو مثبطة، عند ارتباطها بالمستقبل نوتش- 1.
يبدو أن المسار دبليو إن تي/ بيتا كاتنين يثبط أيضًا إعادة تكون الميالين، عند اضطراب تنظيمه في الجسم. إضافةً لذلك، يبدو أن الأمراض المزيلة للميالين تسبب هذا الخلل في التنظيم. تتضمن الجينات المحتملة المشاركة في هذا المسار: TCF4 وOLIG2؛ إذ يكون التعبير الجيني عن المورثتين آنفتي الذكر مرتفعًا في المناطق التي فشلت فيها عملية إعادة تكون الميالين، إثر وجود مرض مزيل للميالين.